# Slaviansk
Slaviansk sau Slaveansk, transliterat Sloviansk după toponimul ucrainean Слов'янськ,  este un oraș de subordonare regională din regiunea Donețk, Ucraina, centrul administrativ al raionului Slaviansk. Este situat în partea de nord a regiunii Donețk, pe râul Kazennîi Toreț (un afluent al râului Doneț), lângă lacurile sărate Tor. Orașul este un important centru industrial și balnear și un important nod feroviar și auto. A fost întemeiat în 1676 sub numele de Tor și redenumit Slaviansk în 1794. Conform recensământului din 2001, orașul avea o populație de 122.575 de locuitori, dintre care 73,1% erau ucraineni și 23,6% ruși, dar în ceea ce privește limba maternă, 42,6% au identificat-o ca fiind ucraineană și 55,7% ca rusă. Pe 11 mai 2014, detașamentele speciale din Federația Rusă, împreună cu separatiștii pro-ruși din Donețk, au ocupat orașul, terorizând vorbitorii ucraineni, evangheliștii și nonconformiștii politici. Pe 5 iulie 2014, orașul a fost eliberat de forțele ucrainene. În timpul invaziei ruse a Ucrainei din 2022, Slavianskul a fost bombardat de mai multe ori de armata rusă.

## Clima
| Date climatice pentru Sloviansk | Date climatice pentru Sloviansk | Date climatice pentru Sloviansk | Date climatice pentru Sloviansk | Date climatice pentru Sloviansk | Date climatice pentru Sloviansk | Date climatice pentru Sloviansk | Date climatice pentru Sloviansk | Date climatice pentru Sloviansk | Date climatice pentru Sloviansk | Date climatice pentru Sloviansk | Date climatice pentru Sloviansk | Date climatice pentru Sloviansk | Date climatice pentru Sloviansk |
| Luna                            | Ian                             | Feb                             | Mar                             | Apr                             | Mai                             | Iun                             | Iul                             | Aug                             | Sep                             | Oct                             | Nov                             | Dec                             | Anual                           |
| ------------------------------- | ------------------------------- | ------------------------------- | ------------------------------- | ------------------------------- | ------------------------------- | ------------------------------- | ------------------------------- | ------------------------------- | ------------------------------- | ------------------------------- | ------------------------------- | ------------------------------- | ------------------------------- |
| Media zilnică °C (°F)           | −5.9 (21,4)                     | −5.4 (22,3)                     | −0.2 (31,6)                     | 9.4 (48,9)                      | 16.2 (61,2)                     | 20.0 (68)                       | 21.7 (71,1)                     | 20.8 (69,4)                     | 15.5 (59,9)                     | 8.4 (47,1)                      | 1.8 (35,2)                      | −2.5 (27,5)                     | 8,3 (46,9)                      |
| Precipitații mm (inches)        | 45 (1.77)                       | 34 (1.34)                       | 27 (1.06)                       | 39 (1.54)                       | 42 (1.65)                       | 57 (2.24)                       | 51 (2.01)                       | 40 (1.57)                       | 39 (1.54)                       | 30 (1.18)                       | 42 (1.65)                       | 44 (1.73)                       | 490 (19,29)                     |
| Sursă: Climate-Data.org         |                                 |                                 |                                 |                                 |                                 |                                 |                                 |                                 |                                 |                                 |                                 |                                 |                                 |

## Tulburările din 2014
La 12 aprilie 2014, în cadrul crizei ce a dus la Revoluția ucraineană din 2014, oameni mascați cu cagule, în veste antiglonț și înarmați cu Kalașnikov au asaltat și ocupat cădirea comitetului executiv, al departamentului de politie și birourile SSU din Sloviansk. Minsitrul de Interne al Ucrainei Arsen Avakov a descris insurgenții ca fiind ”teroriști” și a îndemnat la utilizarea forțelor speciale ale Ucrainei pentru a elibera clădirile.
La 13 aprilie aici s-au dus lupte între insurgenți și trupele ucrainene, soldate cu victime din ambele tabere.

## Personalități
- Nikolai Șmatko (n. 17 august 1943 - d. 15 septembrie 2020) a fost un sculptor contemporan, profesor și pictor din Ucraina.